# Diplôme d'études universitaires générales en sciences humaines et sociales
Pour les articles homonymes, voir Diplôme d'études.
En France, le diplôme d'études universitaires générales Sciences humaines et sociales est ou était le premier diplôme universitaire (bac + 2) dans les études sur l'histoire, la géographie, la sociologie...

## Historique

### Le DEUG de 1993 à 1997
Durant cette périonde, le diplôme était régi par l'arrêté du 9 février 1993.
Neuf mentions étaient proposées:
- géographie ;
- histoire ;
- histoire des arts et archéologie ;
- philosophie ;
- mathématiques, informatique et statistiques appliquées aux sciences humaines et sociales (MISASHS) ;
- psychologie ;
- sciences du langage ;
- sociologie ;
- interventions sociales et éducatives[2].

### Le DEUG de 1997 à l'application de la réforme LMD
Avant la réforme LMD, les programmes étaient fixés par l'arrêté du 30 avril 1997.
Les mentions étaient les mêmes qu'en 1993 :
- géographie ;
- histoire ;
- histoire des arts et archéologie ;
- interventions sociales et éducatives ;
- mathématiques, informatique et statistiques appliquées aux sciences humaines et sociales (MISASHS) ;
- philosophie ;
- psychologie ;
- sciences du langage ;
- sociologie.

### Le DEUG depuis l'application de la réforme LMD
Le DEUG est un diplôme intérmédiaire de la licence dont les intitulés et les programmes ne sont plus fixés nationalement. Les universités ont repris le domaine « Sciences humaines et sociales » ou « Sciences de l'homme et sociales ».